# جاك تريسي
جاك تريسي (بالإنجليزية: Jack Tracy)‏ هو منتج أسطوانات وملحن ومؤلف وصحفي أمريكي، ولد في 27 يوليو 1926 في منيابولس في الولايات المتحدة، وتوفي في 21 ديسمبر 2010 في كاليفورنيا في الولايات المتحدة.

## وصلات خارجية
- جاك تريسي على موقع ميوزك برينز (الإنجليزية)